# Station Stafford
Stafford is een spoorwegstation van National Rail in Stafford in Engeland. Het station is eigendom van Network Rail en wordt beheerd door Avanti West Coast. 

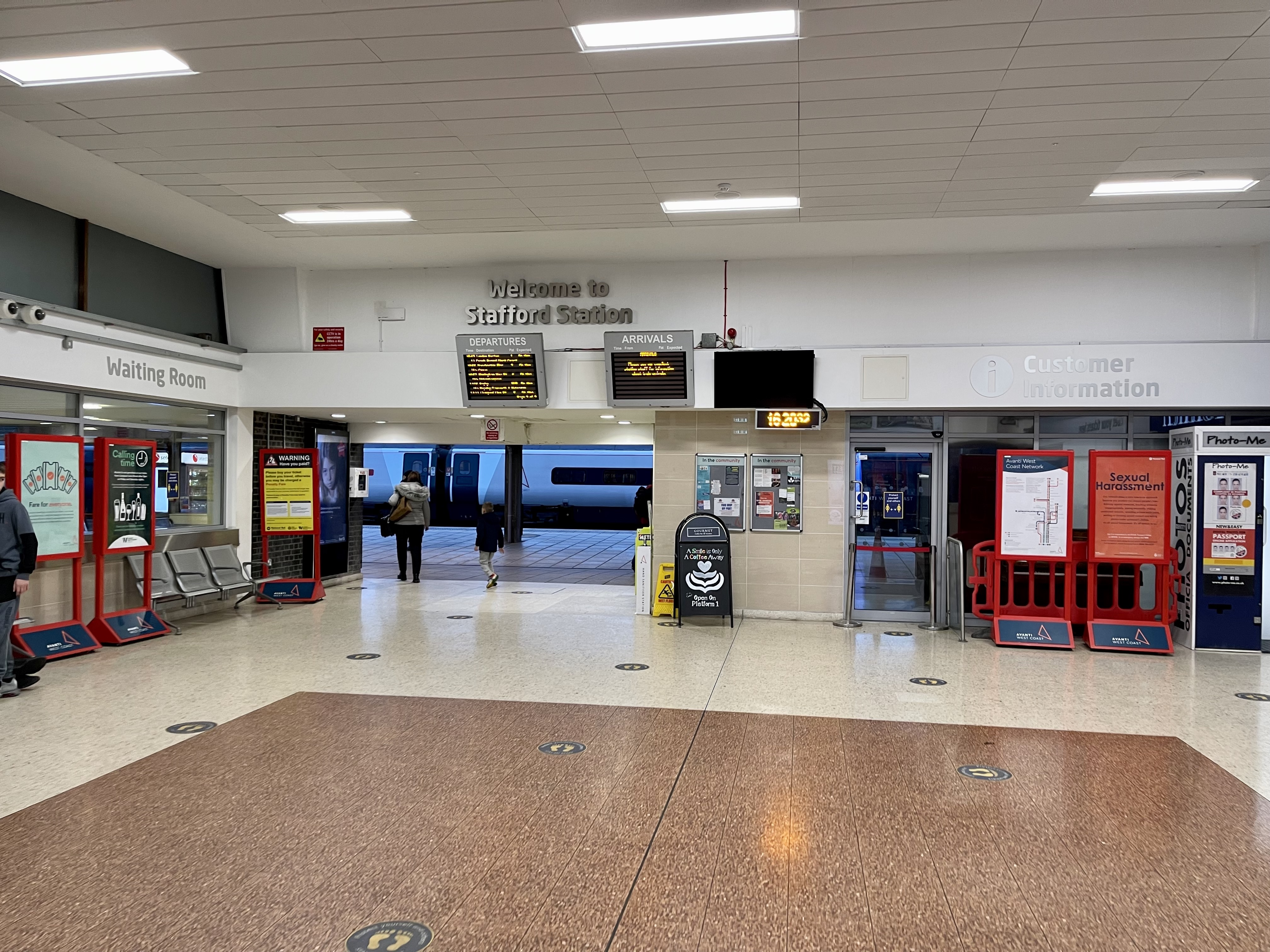
Stationshal (2022)
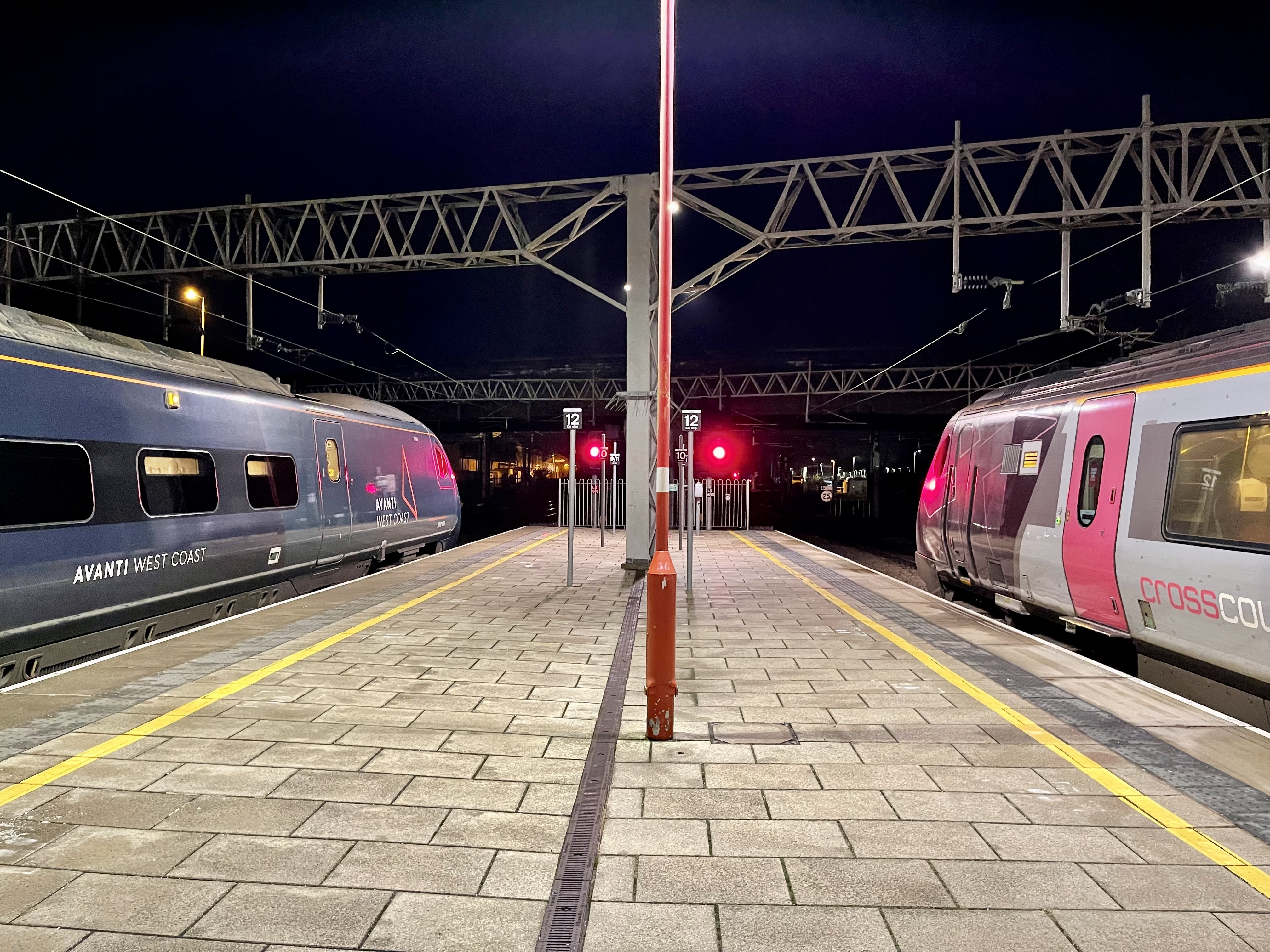
Treinen van Avanti West Coast en CrossCountry